# 예카테리나 디야첸코
예카테리나 블라디미로브나 디야첸코(러시아어: Екатери́на Влади́мировна Дьяче́нко, 1987년 8월 31일~)은 러시아의 펜싱 선수로 주 종목은 사브르이다. 2016년 하계 올림픽에서 여자 사브르 단체전에서 금메달을 획득했으며 세계 선수권 대회에서 금메달 3개, 은메달 2개, 동메달 2개를 획득했다.